# Plazmové zplyňování
Plazmové zplyňování je proces, při kterém se mění organická látka v syntetický plyn, jehož hlavními složkami jsou vodík a oxid uhelnatý. Pracuje na principu vysokoteplotní pyrolýzy. Při několika tisících stupňů Celsia se za nedostatku vzduchu rozkládá organická látka na základní jednoduché molekuly. Plazmový hořák vytvářející elektrický oblouk je používaný k ionizaci plynů a funguje zde jako katalyzátor. Vedlejší produkt tohoto procesu je struska. Hlavní využití tento proces nalézá při zpracovávání odpadů.

## Proces
Na elektrody plazmového hořáku je přiveden elektrický proud pod vysokým elektrickým napětím, čímž mezi nimi vzniká elektrický oblouk. Látka, ze které je vyrobená elektroda, se často liší – používanými látkami jsou měď, wolfram, hafnium nebo zirkonium. Do oblouku se většinou vpouští inertní plyn (např. argon), ale v případě většího plazmového hořáku se používá plynný dusík. Stlačený inertní plyn je ionizován přechodem přes plazmu vytvořenou elektrickým obloukem. Teplota plazmového hořáku se pohybuje mezi 2200 °C až 13900 °C.

## Využití
Plazmové zplyňování se používá k likvidaci odpadu. Nebezpečný odpad může být zlikvidován bez negativního dopadu na životní prostředí, čímž představuje ekologickou alternativu pro skladování nebezpečných odpadů na skládkách. Proces za sebou nezanechává žádné toxické látky, pouze strusku, která může být následně využita jako stavební materiál. Syntetický plyn může být využitý jako palivo pro tvorbu elektrické a termální energie.